# Frickenhausen am Main
Frickenhausen am Main, Frickenhausen a.Main – gmina targowa w Niemczech, w kraju związkowym Bawaria, w rejencji Dolna Frankonia, w regionie Würzburg, w powiecie Würzburg, wchodzi w skład wspólnoty administracyjnej Eibelstadt. Leży około 17 km na południowy wschód od Würzburga, nad Menem, przy autostradzie A7.

## Demografia
| Rok  | Liczba mieszk. |
| ---- | -------------- |
| 1970 | 1511           |
| 1987 | 1236           |
| 2000 | 1321           |
| 2005 | 1277           |

## Współpraca
Miejscowość partnerska:
- Luc-sur-Mer, Francja

## Zabytki i atrakcje

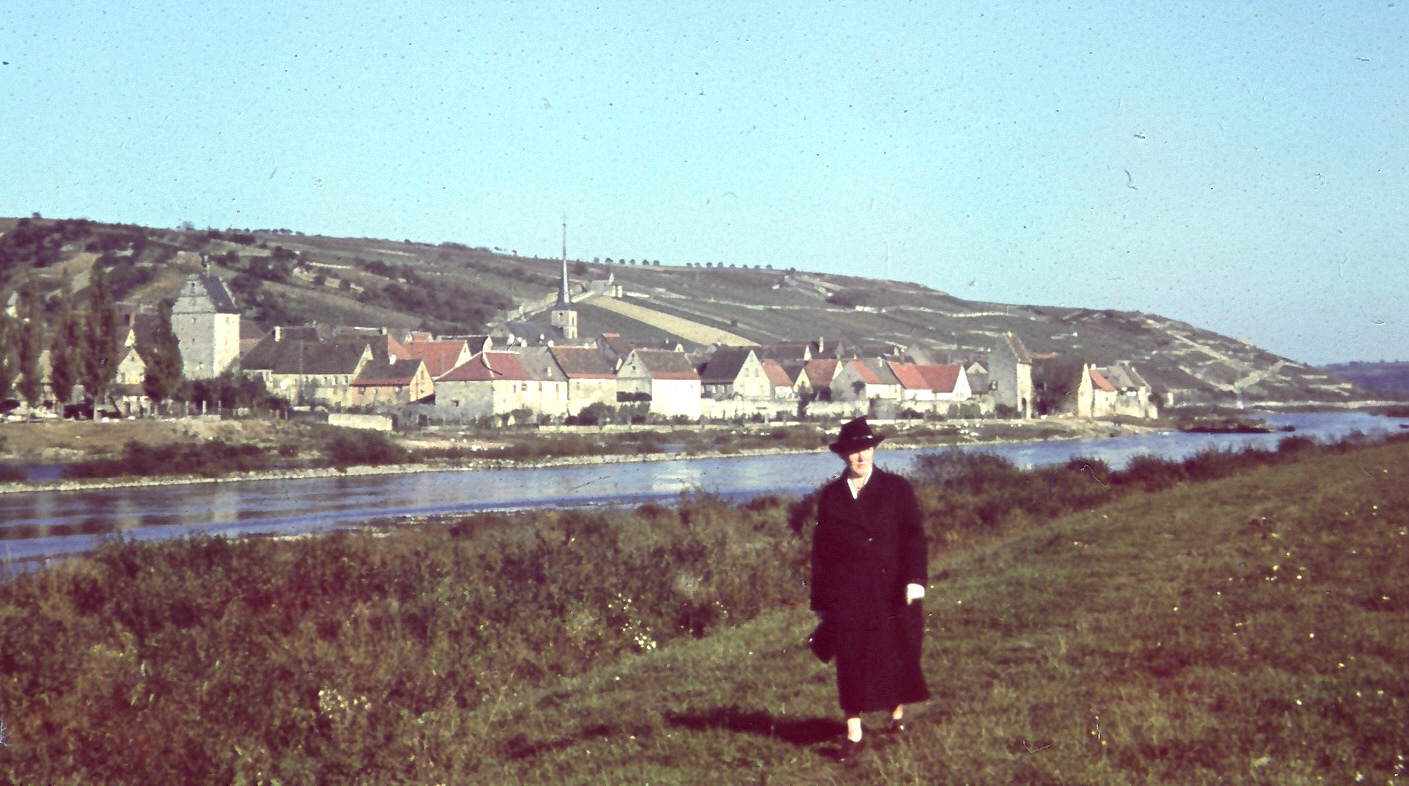
Frickenhausen am Main w latach 60. XX w.

- mury z wieżami i bramami
- późnogotycki ratusz
- późnogotycki kościół parafialny

## Oświata
(na 1999)

W gminie znajduje się 50 miejsc przedszkolnych (z 39 dziećmi) oraz szkoła podstawowa (5 nauczycieli, 95 uczniów).